# 스트림 암호

RC4 스트림 암호의 구조

스트림 암호(stream cipher)는 대칭 키 암호의 구조 중 하나로, 유사난수를 연속적(스트림)으로 생성하여 암호화하려는 자료와 결합하는 구조를 가진다.
일반적인 스트림 암호는 유사난수를 1비트 단위로 생성하고, 생성된 값과 암호화하려는 각 값을 XOR하여 1비트의 암호화된 자료를 얻는다.
스트림 암호는 일회용 비밀번호(OTP)를 유사난수로 대체한 것으로 볼 수 있다.
스트림 암호는 하드웨어 구현이 간편하며 속도가 빠르기 때문에 무선 통신 등의 환경에 주로 사용된다. 대표적으로 RC4가 널리 사용되며, 이외에도 A5/1, A5/2 등의 알고리즘이 존재한다.

## 종류
스트림 암호의 난수열을 암호화할 입력값과 독립적으로 생성하는 경우를 동기식(synchronous) 스트림 암호로 부른다.
반대로 입력값이 난수열 생성에 영향을 끼치는 경우 비동기식(asynchronous) 혹은 자기 동기(self-synchronizing) 스트림 암호로 부른다.

### 동기식 스트림 암호
동기식 스트림 암호는 난수열을 생성하기 위해 내부 상태(internal state)를 유지하며, 이전 내부 상태에서 새로운 내부 상태와 유사난수를 얻는다.
문자열의 암호화 및 복호화는 생성된 유사난수열과 입력값을 XOR하는 방식으로 이루어진다.
동기식 스트림 암호에서는 암호화 및 복호화할 문자열에서 특정 위치 비트를 변경할 경우 암호화된 결과에서도 같은 위치 비트가 변경되며, 다른 위치의 비트는 변경되지 않는다. 따라서 암호화 문자열을 전송할 시에 특정 비트가 다른 값으로 손상되었어도 복호화 시 다른 비트에는 영향을 미치지 않는다. 하지만 전송 오류에서 비트가 사라지거나 잘못된 비트가 추가되는 경우 오류가 난 시점 이후의 복호화가 실패하게 되며, 따라서 전송 시에 동기화(synchronize)가 필요하다.
또한, 같은 암호화 키로 여러 입력값을 사용할 수 있으면 이를 이용한 암호 해독이 가능하다.
동기식 스트림 암호의 한 예는 RC4가 있다. 또한 난수열을 입력 값과 독립적으로 생성한다는 특징이 있다.

### 자기 동기 스트림 암호
자기 동기 스트림 암호는 난수열을 생성할 때 암호화 키와 함께 이전에 암호화된 문자열 일부를 사용한다.
이 암호의 내부 상태는 이전 내부 상태에 의존하지 않는다. 따라서 암호화 문자열을 전송할 시에 일부 비트가 값이 바뀌거나, 혹은 비트가 사라지고 추가되는 오류가 발생하여도, 일부분만이 복호화에 실패하며 그 이후에는 다시 정상적인 복호화 값을 얻을 수 있는 자기 동기성을 가진다.
자기 동기 스트림 암호의 한 예는 블록 암호에 CFB 운용 모드를 결합한 것이다.

## 같이 보기
- 선형 되먹임 시프트 레지스터